# Championnat du Kazakhstan de football 2004
Navigation
Saison précédente Saison suivante
La saison 2004 du championnat du Kazakhstan de football était la 13e édition de la première division kazakhe, la Super-Liga. Les dix-neuf meilleures équipes du pays sont regroupées au sein d'une poule unique, où tous les clubs s'affrontent en matchs aller et retour. À la fin du championnat, pour pouvoir faire passer le championnat de 19 à 16 équipes, les trois derniers sont relégués tandis que le 16e dispute un barrage de promotion-relégation face au champion de Perveja Liga, la deuxième division kazakhe.
C'est le FC Kairat Almaty qui remporte le championnat en terminant en tête du classement final, en devançant de 4 points le double tenant du titre, le FC Irtysh Pavlodar et de 6 points le FC Tobol Koustanaï. C'est le 2e titre de champion de l'histoire du club.

## Les 19 clubs participants
| - FK Atyrau - FC Zhenis Astana - FC Tobol Koustanaï - FC Yesil Bogatyr - FC Kaysar - FC Aktobe-Lento - FC Ekibastuzets Ekibastuz - FC Akzhayik - FK Taraz - FC Yassi Sairam - Promu de Perveja Liga | - FC Shakhtyor Karagandy - FC Irtych Pavlodar - FC Vostok - FC Yelimay Semeï - FC Kairat Almaty - FC Okjetpes Kokchetaou - FC Ordabasy Chymkent - FC Zhetysu Taldykorgan - FC Almaty - Promu de Perveja Liga |

## Compétition
Le barème de points servant à établir les classements se décompose ainsi :
- Victoire : 3 points
- Match nul : 1 point
- Défaite : 0 point

### Classement
| Rang | Équipe                    | Pts | J  | G  | N  | P  | Bp | Bc | Diff |
| ---- | ------------------------- | --- | -- | -- | -- | -- | -- | -- | ---- |
| 1    | FC Kairat Almaty          | 83  | 36 | 25 | 8  | 3  | 70 | 21 | +49  |
| 2    | FC Irtysh Pavlodar (T)    | 79  | 36 | 24 | 7  | 5  | 56 | 16 | +40  |
| 3    | FC Tobol Koustanaï        | 77  | 36 | 22 | 11 | 3  | 87 | 27 | +60  |
| 4    | FC Aktobe-Lento           | 74  | 36 | 22 | 8  | 6  | 52 | 19 | +33  |
| 5    | FK Atyrau                 | 71  | 36 | 20 | 11 | 5  | 49 | 31 | +18  |
| 6    | FC Yesil Bogatyr          | 59  | 36 | 18 | 5  | 13 | 53 | 40 | +13  |
| 7    | FK Taraz (C)              | 59  | 36 | 16 | 11 | 9  | 35 | 23 | +12  |
| 8    | FC Ekibastuzets Ekibastuz | 58  | 36 | 17 | 7  | 12 | 42 | 27 | +15  |
| 9    | FC Shakhtyor Karagandy    | 57  | 36 | 16 | 9  | 11 | 44 | 28 | +16  |
| 10   | FC Zhenis Astana -3       | 48  | 36 | 15 | 6  | 15 | 45 | 44 | +1   |
| 11   | FC Okjetpes Kokchetaou    | 43  | 36 | 10 | 13 | 13 | 26 | 39 | -13  |
| 12   | FC Vostok                 | 40  | 36 | 11 | 7  | 18 | 42 | 54 | -12  |
| 13   | FC Zhetysu Taldykorgan    | 40  | 36 | 11 | 7  | 18 | 34 | 55 | -21  |
| 14   | FC Ordabasy Chymkent      | 40  | 36 | 11 | 7  | 18 | 37 | 43 | -6   |
| 15   | FC Yassi Sairam (P)       | 35  | 36 | 9  | 8  | 19 | 30 | 49 | -19  |
| 16   | FC Almaty (P)             | 13  | 36 | 4  | 8  | 24 | 22 | 53 | -31  |
| 17   | FC Yelimay Semeï          | 13  | 36 | 4  | 1  | 31 | 25 | 84 | -59  |
|      | FC Akzhayik               | 25  | 36 | 7  | 4  | 25 | 24 | 83 | -59  |
|      | FC Kaysar exclu           | 31  | 36 | 9  | 4  | 23 | 24 | 61 | -37  |

|  | Qualification pour la Ligue des champions 2005-2006 |
|  | Participation au barrage de promotion-relégation    |
|  | Relégation en Perveja Liga                          |

- Le FC Zhenis Astana reçoit une pénalité de 3 points pour retards de paiement lors d'un transfert de joueur (Mehmet Aksu vers le club russe du FK Rostov)
- Le FC Kaysar est exclu du championnat après la 29e journée, pour avoir délibérément quitté le terrain lors du match face au FC Yesil Bogatyr et pour violences envers l'arbitre de la rencontre.
- Le FC Akzhayik est exclu du championnat après la 36e journée, pour diverses violations du règlement, les deux rencontres leur restant à disputer sont perdues sur tapis vert 3-0.

### Matchs

#### Barrage de promotion-relégation
Le 16e de Super-Liga rencontre le champion de Perveja Liga afin de connaître le 16e club participant au championnat de première division la saison prochaine.
| Équipe 1  | Résultat | Équipe 2                    |
| --------- | -------- | --------------------------- |
| FC Almaty | 1 - 2    | FK CSKA-Bolat Temirtau (D2) |

## Bilan de la saison
| Championnat du Kazakhstan de football 2004 |                                                  |
| Champion                                   | FC Kairat Almaty (2e titre)                      |
| Coupes et trophées                         |                                                  |
| Vainqueur de la Coupe du Kazakhstan 2004   | FK Taraz                                         |
| Qualifications continentales               |                                                  |
| Ligue des champions 2005-2006 Premier tour | FC Kairat Almaty                                 |
| Coupe UEFA 2005-2006 Premier tour          | Aucun                                            |
| Coupe Intertoto 2005                       | Aucun                                            |
| Promotions et relégations                  |                                                  |
| Promus en Super-Liga                       | FC CSKA-Bolat Temirtau                           |
| Relégués en Perveja Liga                   | FC Almaty FC Yelimay Semeï FC Kaysar FC Akzhayik |